# Das Mädchen Rosemarie (1958)
Das Mädchen Rosemarie ist ein sozialkritischer deutscher Spielfilm aus dem Jahr 1958 unter der Regie von Rolf Thiele mit Nadja Tiller in der Titelrolle. Peter van Eyck, Carl Raddatz, Gert Fröbe, Mario Adorf und Horst Frank sind in tragenden Rollen besetzt.
Heimatkanal kündigte den Film mit den Worten an, die auch auf der DVD zum Film zu finden sind: „Rosemarie Nitribitt ist eine Frau mit Geheimnissen. Als Edelprostituierte kommt sie in Kreise, die letztlich ihr Schicksal sein werden. Glanz und Tragik bestimmen Leben und Tod einer Frau, die mit Mitte 20 starb und bis heute unvergessen und legendär ist.“

## Handlung
Die junge, aus ärmlichen Verhältnissen stammende Rosemarie Nitribitt wohnt mit den Kleinkriminellen Horst und Walter in einer Souterrain-Wohnung in Frankfurt am Main. Mit diesen beiden durchstreift sie die Innenstadt und zieht unweit eines Hotels die Aufmerksamkeit des Großindustriellen Bruster auf sich. Dieser trifft sich dort mit seinem „Kartell“ von Unternehmern und ist auf der Suche nach nächtlicher Zerstreuung in der Stadt. In diesem Hotel betreut der Concierge Kleie die „Herren“, indem er diesen zu abendlichen Treffen mit „Damen“ verhilft, die er (auch Rosemarie) jedoch nicht in der Hotel-Lobby duldet. Schon bald macht Rosemarie durch eine Verwechslung Bekanntschaft mit dem Geschäftsmann Konrad Hartog (auch dieser ist Mitglied des „Kartells“) statt mit Bruster. Hartog hält sie aus und richtet ihr eine Wohnung ein.
Auf dem Weg zu einem Reitturnier der Familie von Hartog lernt Rosemarie später den Franzosen Alfons Fribert kennen, der Industriespionage betreibt. Er macht Rosemarie mit dem Umfeld der großen Wirtschaftsbosse bekannt. Unterdessen zeigt sich Hartog über die längere „Pause“ seines eigenen Kontakts zu Rosemarie verschnupft und trennt sich von ihr. Zum Abschied macht er ihr ein Geldgeschenk (18.000 DM), das in einen Mercedes 190 SL Roadster investiert wird. Fribert benutzt derweil Rosemarie, um an die Geheimnisse der „Herren“ zu gelangen. Mit Hilfe eines Tonbandgerätes werden diese von nun an bei ihren nächtlichen „Plaudereien“ ausspioniert. Die Bänder lässt Rosemarie von einem Zufallsbekannten, einem Studenten, verstecken.
Rosemarie verlangt schließlich nach gesellschaftlicher Anerkennung. Sie sorgt für einen Skandal, als sie plötzlich auf einem Fest in Brusters Villa und später in Begleitung des Studenten in der vom „Kartell“ frequentierten Rialto Bar auftaucht. Damit hat sie den Bogen überspannt. Eines Tages wird sie in ihrer Wohnung ermordet, während die Herren des „Kartells“ in ihren Autos vor Rosemaries Wohnhaus warten.

## Produktion

### Hintergrund
Die Verfilmung hat mit der Lebensgeschichte der Rosemarie Nitribitt wenig zu tun. Über deren Herkunft und Jugendzeit schweigt sich der Film völlig aus. Ob sie ihre Kunden wirklich ausspioniert und abgehört hat, ließ sich nicht nachweisen.
Die Dreharbeiten in Frankfurt stießen auf Schwierigkeiten. So untersagte der Steigenberger-Konzern dem Filmteam, Szenen im Foyer des Hotels „Frankfurter Hof“ zu drehen. Daher musste es in einem Westberliner Studio nachgebaut werden. Der tatsächliche Name des Hotels durfte im Film nicht genannt werden, es hieß dort „Palast-Hotel“. Auch vor dem gegenüberliegenden Mercedes-Autosalon im Junior-Haus erhielt man keine Drehgenehmigung. Diese Szenen mussten früh morgens aus einem Wagen heraus gefilmt werden.

### Dreharbeiten, Veröffentlichung
Der Film wurde von der Roxy-Film in den CCC-Film-Ateliers in Berlin-Haselhorst produziert. Einige Außenaufnahmen wurden in Frankfurt am Main gedreht. Dort fand am 28. August 1958 auch die Uraufführung statt. Am 25. August 1958 wurde der Film auf dem Filmfestival in Venedig vorgestellt. In Dänemark wurde er am 26. Dezember 1958 veröffentlicht und in Finnland am 13. März 1959. Am 17. März 1959 war der Film einer der Beiträge auf Festival Internacional de Cine de Mar del Plata in Argentinien. Im Jahr 1959 wurde er zudem in folgenden Ländern veröffentlicht: Schweden, Deutsche Demokratische Republik, Frankreich und Ungarn. In den Vereinigten Staaten wurde er am 18. Januar 1960 unter dem Titel Rosemary in New York veröffentlicht und in Rumänien im Dezember 1960 sowie in der Sowjetunion im Oktober 1966. Veröffentlicht wurde der Film zudem in Belgien, Brasilien, Griechenland, Italien, Japan, Norwegen, Polen, Spanien und in Jugoslawien.
Filmjuwelen gab den Film am 21. April 2017 innerhalb der Reihe „Juwelen der Filmgeschichte“ auf DVD heraus.

### Kontroversen Filmfreigabe
Als auf Vorschlag der italienischen Festspielverantwortlichen der Internationalen Filmfestspiele von Venedig der Film noch vor seinem Deutschlandstart auf der Biennale gezeigt werden sollte, sah sich der zuständige Filmreferent des Auswärtigen Amtes, Franz Rowas, am 9. August 1958 den Film gemeinsam mit Vertretern der Export-Union des deutschen Films an. Er kritisierte anschließend, der Film verallgemeinere negative Erscheinungen und verbinde den politischen Werdegang und wirtschaftlichen Aufstieg der Bundesrepublik mit moralischem Niedergang. Der Streifen könne dem deutschen Ansehen im Ausland schaden und insbesondere jenen Kreisen neue Argumente liefern, welche die wirtschaftliche Entwicklung der Bundesrepublik mit Missgunst beäugten.
Da die Regierung die Aufführung rechtlich nicht verhindern konnte, appellierte Rowas an die staatsbürgerliche Verantwortung der Export-Union. Da auch die Drohung, Zuschüsse zu kürzen oder eine Exportkontrolle für deutsche Filme einzuführen, erfolglos blieb, wies das Auswärtige Amt die deutsche Botschaft in Rom an, beim Leiter der Biennale auf die Absetzung des Films zu drängen – ohne Erfolg.
Mitte August erfuhr die deutsche Presse von der versuchten staatlichen Einflussnahme. Unter anderem die Neue Rhein Zeitung, Bild und Hamburger Echo berichteten spöttisch über das Vorgehen des Auswärtigen Amtes.
Die FSK prüfte den Film wenig später. Sie erklärte die Ausführungen des Auswärtigen Amtes für unzutreffend und gab das Werk mit zwei Änderungen frei. Diese betrafen den Vortext und eine Szene mit marschierenden Soldaten.
So wurde von der FSK ein Vorspann verlangt, der zum Ausdruck bringt, dass es sich bei den geschilderten Missständen und den kritisierten Leistungsträgern um Ausnahmen handele. Einer Zensur vorbeugend war vom Produzenten bereits ein Bild mit einer Zeichnung von Ludwig Erhard, das in mehreren Szenen rechts neben dem Bett der Nitribitt hängt, durch einen Unschärfefleck unkenntlich gemacht worden. Mit Hinweis auf dieses Bild hatte zuvor Franz Rowas gedroht, auch das Wirtschaftsministerium, von dem die Export-Union Jahr für Jahr Zuschüsse erhalte, lege größten Wert auf eine entschiedene Haltung.
Zudem zensierte die FSK aus der ursprünglichen Fassung eine Szene, bei der zu einer Wochenschauaufnahme von marschierenden und musizierenden Bundeswehrsoldaten zwei Bänkelsänger zur Melodie des Königgrätzer Marsches den Refrain singen: „Wir ham den Kanal, wir ham den Kanal, wir ham den Kanal noch lange nicht voll.“ Die Szene sei eine „Herabwürdigung der verfassungsmäßigen und rechtsstaatlichen Grundlagen des deutschen Volkes, da die Bundeswehr eine verfassungsmäßige und rechtsstaatliche Einrichtung der Bundesrepublik ist“. Das Lied wurde in der Filmendfassung in einer unverfänglichen Szene dann trotzdem abgesungen und zu einem Schlager.
Jürgen Kniep kam in seinem Buch Keine Jugendfreigabe zu dem Ergebnis, die Vorgänge um Das Mädchen Rosemarie hätten gezeigt, dass die Presse ihre äußerst zahme und regierungsloyale Haltung der frühen fünfziger Jahre inzwischen abgelegt hatte und direkte Eingriffe des Staates nun als unstatthafte Zensur ablehnte.

## Rezeption

### Stimmen und Kritiken
Aus Sicht von Reclams Filmführer (11. Auflage, Stuttgart 2000, S. 413–414) hört sich die Inhaltsangabe wie ein „Kolportage-Drama“ an. Über weite Strecken wirke Das Mädchen Rosemarie als „durchaus treffende Satire auf gesellschaftliche Zustände in der Bundesrepublik“, während der banale Handlungsablauf durch „aggressive Songs (Musik: Norbert Schultze) unterbrochen und verfremdet“ und kabarettistische Einlagen die Elemente der Sentimentalität auf ein Minimum reduzieren würden. Stärker sei die Provokation, der sich der Zuschauer bei dem Film ausgesetzt sehe, wobei gelegentlich Absicht und künstlerische Mittel auseinanderklafften. Dies sei unter anderem bei der Darstellung der Industriekapitäne der Fall, bei dem der Versuch, „diese zu furchterregenden Mafia-Bossen emporzustilisieren“, eher oberflächlich und naiv wirke.
Laut dem Lexikon des internationalen Films (Ausgabe 1990, S. 2391) glossiere der Film unter der sorgfältigen Regie von Rolf Thiele „in einer Mischung aus Persiflage, Kabarett und Moritat die Doppelmoral der bundesdeutschen Gesellschaft der Wiederaufbauzeit“. Zu den Wurzeln der „attackierten Mißstände“ könne Das Mädchen Rosemarie jedoch nicht vordringen.
Das Lexikon des deutschen Films (S. 208) hebt die parabelhafte Rahmenhandlung heraus, die mit Hilfe der zeitkritischen Lieder von Norbert Schultze die Wirtschaftswunder und Adenauer-Ära kommentiere. „Sardonischer Witz und eine visuell einfallsreiche Regie machen Thieles Film zur treffenden Satire bundesdeutscher Wirklichkeit und bürgerlicher Doppelmoral.“
Für Filmkritiker Hans Schifferle (in: 100 Jahre Kino – 100 Jahre deutscher Film, Süddeutsche Zeitung, München) ist Thieles Film wie auch dessen ganzes unüberschaubares Œuvre „ein einziger Mischmasch, eine Mixtur aus Abstraktion und Naturalismus, aus Kabarett, Melo und Rock-n-Roll.“ Schifferle hebt jedoch die Szenen der bizarren Party mit Gert Fröbe hervor, die „eine herrliche Sequenz über die Obszönität des Wohlstands“ darstellten.
Zwiespältig beurteilt der Evangelische Film-Beobachter (Kritik Nr. 553/1958) Thieles Werk: „Lobenswerter, wenn auch mißlungener Versuch einer Zeitkritik an Hand des Nitribitt-Stoffes. Für Erwachsene unterhaltsam und bedenkenswert.“
Die Redaktion von Cinema sprach von einem „satirischem Krimi mit Nadja Tiller in der Rolle der Edelhure“. Dieses „frivole Krimimelodram von Rolf Thiele“ habe „einst die Tugendwächter auf den Plan gerufen“, wirke heute jedoch „harmlos, aber ganz amüsant“. Fazit: „Fifties-Moritat mit deutschen Stars“.
Auf der Seite Kino.de wurde ausgeführt, dass der seinerzeitige „Skandalfilm am Schicksal einer Edelprostituierten die Doppelmoral der Wirtschaftswunderzeit“ bloßlege. Der Film, der seinerzeit die Massen in die Kinos gelockt habe, sei „eine satirische Abrechnung mit der Wirtschaftswunderzeit“, in dem Nadja Tiller die Nitribitt „als aufstrebende unmoralische Unternehmerin, die schließlich den Industriebossen zur Last“ falle, verkörpert habe. „Zur kritischen Untermalung der Handlung“ trügen „Kabaretteinlagen von Jo Herbst, Hanne Wieder und Mario Adorf bei“.
Oliver Armknecht befasste sich für film-rezensionen mit dem Film und stellte fest, dass Rolf Thiele von einer Frau erzähle, die „anfangs ein bisschen naiv, aber von einem starken Willen angetrieben“ sei. Einer Frau, die genau wisse, was sie wolle, und dabei „nicht so viele Skrupel“ mitbringe, auch wenn der Film mit der realen Vorlage „eher weniger zu tun“ habe. Bei dem Film handele es sich „um ein gleichermaßen tragisches wie bissiges Porträt des Nachkriegsdeutschlands“. Armknecht verwies auf die Schwierigkeiten und Probleme, die Thiele gehabt habe, „den Film überhaupt herauszubnringen“. Das Drama sei „überspitzt, fast schon satirisch, wenn es die feinen Herren als gar nicht so wahnsinnig fein“ aufzeige. Das gehe „mit tollen Bildern einher, die mit Kontrasten spielen“ würden und „natürlich mit einem engagierten Ensemble“. Im Mittelpunkt stehe „dabei klar Nadja Tiller, die als selbstbewusste, laszive Goldgräberin ihre eigene Version der Femme Fatale“ entwerfe „und eine der markantesten Frauenfiguren im westdeutschen Gefälligkeitskino der 1950er“ verkörpere. Sie sei „witzig, furchtlos und stark, dabei gleichzeitig auch tragisch wie sie zum Spielball ihrer eigenen Ambitionen und den Regeln und Wünschen der Männer“ werde. Armknecht gab dem Film sieben von zehn erreichbaren Punkten und stellte abschließend fest: „‚Das Mädchen Rosemarie‘ erzählt inspiriert von der realen Edelprostituierten, wie sich eine Frau im Deutschland der 50er auf Männer und kriminelle Machenschaften einlässt, um nach oben zu kommen. Der Film ist eine Abrechnung mit dem Wirtschaftswunder, kratzt an der heilen Fassade, um nicht ohne Humor die Abgründe dahinter aufzuzeigen.“
Marie Anderson von Kinozeit war der Ansicht, ‚Das Mädchen Rosemarie‘ sei „ein visuell hoch stilisierter, zynisch-heiterer Film über die obskure Moral und Wertpräferenz der High Society der 1950er Jahre, dessen Bissigkeit sich noch einmal im großartigen Schluss“ offenbare, „der mit lakonischer Ironie die Anfangsszene im Hotel wieder“ aufgreife. Begleitet werde „die im Grunde tragische Geschichte von den Gesangseinlagen der beiden Gauner Horst und Walter – ganz hinreißend verkörpert von Mario Adorf und Jo Herbst, der auch am Drehbuch und den Liedtexten mitwirkte – mit gepfefferten Reden voller Widerborstigkeit und Provokation, die das Geschehen auf ihre Art kommentieren“ würden. Weiter lobte Anderson, dass der Film mit einem ganz wunderbar aufspielenden Ensemble mit Karin Baal, Horst Frank und Werner Peters in kleineren Rollen aufwarte. „Neben den mitunter surrealistisch anmutenden Bildkompositionen, die entfernt an den Meister derartiger Arrangements Luis Buñuel erinnern“ würden „und inmitten dieser fein-derben Persiflage betören“, sei es „auch das überaus kalkuliert erscheinende Agieren Nadja Tillers als Rosemarie, das diesen köstlichen Film ganz entscheidend“ präge.

### Auszeichnungen
Das Mädchen Rosemarie wurde 1958 mit dem Preis der deutschen Filmkritik ausgezeichnet und fand im selben Jahr Aufnahme in den Wettbewerb der Internationalen Filmfestspiele von Venedig. Zwar musste sich Thieles Film bei der Vergabe um den Goldenen Löwen Hiroshi Inagakis Drama Der Rikschamann geschlagen geben, jedoch wurde die Filmproduktion mit dem Premio Pasinetti ausgezeichnet. Ein Jahr später erhielt Thiele den Regiepreis des argentinischen Festival Internacional de Cine de Mar del Plata, während der Film bei der Golden-Globe-Verleihung 1959 gemeinsam mit dem französischen Beitrag Wenn die Flut kommt von François Villiers und der jugoslawisch-italienischen Koproduktion Straße der Leidenschaft von Giuseppe De Santis den Preis für den besten fremdsprachigen Film erhielt.

### Weitere Verfilmungen
- 1959 entstand Die Wahrheit über Rosemarie unter der Regie von Rudolf Jugert, mit dem man an den Erfolg des Thiele-Films anzuknüpfen gedachte. Die Hauptrolle in dem heute beinahe vergessenen und im deutschen Fernsehen bisher nie gezeigten Film übernahm die Engländerin Belinda Lee, die 1961 bei einem Autounfall ums Leben kam.
- 1976 griff Thiele mit Rosemaries Tochter das Nitribitt-Thema erneut auf. Für seine letzte Regiearbeit konnte er Hanne Wieder, Jo Herbst und Horst Frank gewinnen, die schon in der Erstverfilmung von 1958 vor der Kamera gestanden hatten.
- 1996 drehte Bernd Eichinger mit Nina Hoss eine gleichnamige Wiederverfilmung des Stoffes für das Fernsehen, die inhaltlich allerdings in einigen Punkten von der Urfassung abweicht.